# Paramedetera chelata
Paramedetera chelata är en tvåvingeart som beskrevs av Patrick Grootaert 2006. Paramedetera chelata ingår i släktet Paramedetera och familjen styltflugor.
Artens utbredningsområde är Singapore. Inga underarter finns listade i Catalogue of Life.